# Escuta
Escuta é o terceiro álbum de estúdio da cantora e compositora brasileira Luiza Possi, lançado em 22 de maio de 2006 pela gravadora LGK Music.
Neste trabalho, Possi, que diz ter mesmo se conectado com a música e descoberto o real significado dela em sua vida, apresenta lindas canções. Este álbum conta com participações especiais de compositores consagrados,como Jorge Vercilo, Chico César e Vander Lee, entre outros. O disco vendeu mais de 45 mil cópias. Foi eleito o melhor disco de MPB de 2006, desbancando o disco Infinito Particular de Marisa Monte. Recebeu duas indicações para o Grammy Latino de 2007, nas categorias Melhor Álbum de Música Popular Brasileira e Melhor Álbum de Pop Contemporâneo Brasileiro.

## Lista de faixas
| [ 2 ]          |                                               |                                   |          |  |
| N.º            | Título                                        | Compositor(es)                    | Duração  |  |
| 1.             | "Adeus, Menino (Le Bonheur)"                  | Lokua Kanza / Versão: Chico César | 3:16     |  |
| 2.             | "Um Pequeno Imprevisto"                       | Herbert Vianna, Thedy Corrêa      | 2:57     |  |
| 3.             | "Não Diga Que Eu Não Te Dei Nada"             | Paulinho Moska                    | 3:16     |  |
| 4.             | "Escuta"                                      | Ana Carolina                      | 3:15     |  |
| 5.             | "Beijos e Velas"                              | Luiza Possi, Nelson Júnior        | 4:02     |  |
| 6.             | "Seu Nome"                                    | Vander Lee                        | 3:06     |  |
| 7.             | "Paixão e Medo"                               | Paulinho Moska, Nilo Romero       | 3:27     |  |
| 8.             | "Da Fonte que Deus Dá"                        | Chico César                       | 3:18     |  |
| 9.             | "Outro Mar"                                   | Isabella Taviani                  | 3:59     |  |
| 10.            | "Se no Meio do que Você Tá Fazendo Você Pára" | Arnaldo Antunes, Nando Reis       | 4:15     |  |
| 11.            | "O Circo Pega Fogo"                           | Nelson Júnior                     | 3:22     |  |
| 12.            | "Tudo a Ver"                                  | Jorge Vercillo                    | 3:08     |  |
| 13.            | "Desenganos"                                  | Luiza Possi, Nelson Júnior        | 2:56     |  |
| 14.            | "Gandaia das Ondas / Pedra e Areia"           | Lenine, Dudu Falcão               | 4:14     |  |
| Duração total: | Duração total:                                | Duração total:                    | 48min31s |  |

## Proteção contra cópias
O disco possui apenas o formato físico de um CD. Ele não possui o logotipo de CD-Audio por ter sido gravado em desacordo às especificações do Red Book, de modo a ter proteção contra cópia. Tal artifício em sua fabricação fez com que não seja possível executar o disco em PCs que não sejam compatíveis com o programa embutido em sua faixa de dados para a execução de suas faixas de áudio, as quais podem ser copiadas para arquvios WMA com proteção anticópias (DRM) que impedem a gravação em CD-Audio por mais de 3 vezes. Apesar de não poder ser copiado ou mesmo executado por programas comuns como o Windows Media Player ou Winamp, as faixas de áudio ainda podem ser extraídas em formato digital sem restrições pelo Exact Audio Copy ou mesmo copiadas para um CD-R, após extraídas em WMA sem perdas pelo próprio programa embutido no disco.

## Release
Luiza Possi retorna ao cenário musical com visível maturidade conquistada ao longo de um ano e meio de trabalho em cima do repertório de seu novo disco. Durante esse mesmo período a cantora retomou as aulas de canto lírico, dedicou-se ao piano, aos estudos e leituras sobre as raízes da música brasileira e encontrou um caminho para sua verdadeira identidade musical.
O resultado? "Escuta": Um álbum de uma intérprete que optou pelo caminho da música brasileira abusando de seus elementos sem medo de ousar ao percorrer diversas vertentes da música nacional. Sem qualquer espécie de "fórmula" o disco traz influencias do samba, da bossa nova, do pop, do rock, do "neolatino", da MPB.
Gravado ao vivo no estúdio Cia dos Técnicos (RJ), em Janeiro de 2006, o disco acústico produzido por Liber Gadelha possui uma marcante (e característica) base de violões, violoncelos, viola portuguesa, bandolins e baixo acústico e surpreende a todo instante com diversos instrumentos de percussão.
Os arranjos de Márcio Lomiranda - por muitas vezes singelos e despretensiosos - favorecem a fonte inesgotável de musicalidade da intérprete bem como a sonoridade de todos os instrumentos e canções.
O repertório é extremamente rico. São quatorze faixas escolhidas a dedo por Luiza, que procurou estampar suas grandes influências e referenciais reunindo consagrados compositores da música brasileira, os quais confiaram verdadeiras preciosidades a sua voz demonstrando grande receptividade e respeito.
Ana Carolina marca presença no disco com o inédito hit "Escuta"- faixa que da título ao CD. Já Chico César assina uma composição inédita "Da fonte que Deus dá" e "Adeus Menino" - uma versão da música "Le Bonheur", de Lokua Kanza - um dos grandes destaques do disco cujo arranjo chama a atenção: Um piano muito singelo, porém marcante, violão e baixo acústico somente.
Vander Lee também a contemplou com a inédita "Seu nome" cujo arranjo de estilo "Neolatino" (com viola portuguesa e violoncelos) nos remete a compositores "à la" Jorge Drexler.
Isabella Taviani, fez "Outro Mar" inspirada no momento atual da intérprete. De Jorge Vercilo Luiza gravou "Tudo a ver", faixa em que os violões ganham destaque.
Grandes nomes também presentes nas regravações como Herbert Viana (em parceria com Thedy Correa) em "Um pequeno imprevisto".
Moska presente em dose dupla: "Não diga que eu não te dei nada": Música cujo arranjo sugere um rock acústico, marcado basicamente pela presença de baixo acústico, dois violões de aço e cajon, e o samba "Paixão e Medo" (essa em parceria com Nilo Romero).
É de Arnaldo Antunes e Nando Reis a veia rock do disco: "Se no meio do que você ta fazendo você para": Destaque para as guitarras de Valter Villaça e Sérgio Serra além de instrumentos como tabla e reco-reco.
Uma releitura do pout-pourri "Gandaia das Ondas/ Pedra e Areia" gravado por Lenine, em 1993, fecha o disco em grande estilo: A nuance entre dois arranjos distintos: "Gandaia das Ondas" (do próprio Lenine) foi gravada com piano e voz enquanto "Pedra e Areia" (Lenine e Bráulio Tavares) tem rabeca, loop de maracatu e muita percussão. A fusão sonora engrandece a faixa que constrói uma infinidade de imagens.
Luiza Possi surpreende com suas composições em parceria com Nelson Jr.: "Beijos e Velas" e a balada "Desenganos". Nelson Jr. também é o autor do hit "O circo pega fogo", a música mais dançante do disco.
Um time de primeira engrandeceu ainda mais o trabalho: Sérgio Serra (violão e guitarra), Valter Villaça (guitarra), Jurim Moreira (bateria), Jorge Elder (baixo), Marcos Suzano (percussão) e Marcio Miranda (pianos, teclados, arranjos e programação de loops)
O novo disco, gravado pela LGK Music e distribuído pela EMI, revela uma intérprete madura, segura e ousada ao assumir, com incrível propriedade, o universo abrangente da música brasileira como o estilo de alguém que hoje sabe o que quer e o faz lindamente…
Atreve-se a voar por novos ares e vai além das alturas a que se possa imaginar…
E se algo aqui parece soar como um exagero: "Escuta"!
E então me diga…

## Participações em Trilhas Sonoras
- Um Pequeno Imprevisto iria entrar na trilha sonora da novela Cobras & Lagartos da Rede Globo, mas não entrou por motivos desconhecidos.
- Seu Nome fez parte da trilha sonora da novela Páginas da Vida da Rede Globo.
- Escuta fez parte da trilha sonora da novela Pé na Jaca da Rede Globo.